# Hikutavake
Hikutavake è un villaggio, che costituisce anche una municipalità ed un distretto elettorale, dell'isola di Niue, nell'Oceano Pacifico. Il villaggio si trova sulla costa settentrionale, nella regione storica tribale di Motu. Ha una popolazione di 40 abitanti ed una superficie di 10,17 km².
Poco a nord del centro del villaggio si trovano i Tavala Arches, una formazione di grotte molto profonde e il Matapa Chasm, un piccolo canale che arriva fino al mare, dove una volta i re di Niue erano soliti nuotare.